# Club Atlético Lanús
Club Atlético Lanús este un club de fotbal din Argentina, înființat pe data de 3 ianuarie 1915.

## Lotul actual
La 1 februarie 2025.
| Nr. |           | Poziție | Jucător                  |
| --- | --------- | ------- | ------------------------ |
| 2   | Argentina | F       | Ezequiel Muñoz           |
| 3   | Argentina | F       | Nicolás Morgantini       |
| 4   | Uruguay   | F       | Gonzalo Pérez            |
| 5   | Argentina | M       | Felipe Peña Biafore      |
| 6   | Argentina | F       | Sasha Marcich            |
| 7   | Argentina | A       | Lautaro Acosta (căpitan) |
| 9   | Argentina | A       | Walter Bou               |
| 10  | Argentina | A       | Marcelino Moreno         |
| 11  | Argentina | A       | Eduardo Salvio           |
| 12  | Argentina | P       | Nicolás Cláa             |
| 14  | Argentina | A       | Alexis Canelo            |
| 15  | Columbia  | M       | Raúl Loaiza              |
| 17  | Argentina | P       | Lautaro Morales          |

| Nr. |           | Poziție | Jucător                          |
| --- | --------- | ------- | -------------------------------- |
| 20  | Argentina | A       | Bruno Cabrera                    |
| 22  | Paraguay  | F       | Juan José Cáceres                |
| 23  | Argentina | M       | Ramiro Carrera                   |
| 24  | Argentina | F       | Carlos Izquierdoz (vice căpitan) |
| 25  | Argentina | A       | Dylan Aquino                     |
| 26  | Argentina | P       | Nahuel Losada                    |
| 28  | Argentina | F       | Octavio Ontivero                 |
| 29  | Argentina | F       | Brian Aguilar                    |
| 30  | Argentina | M       | Agustín Cardozo                  |
| 32  | Argentina | A       | Franco Orozco                    |
| 35  | Paraguay  | F       | Ronaldo de Jesús                 |
| 36  | Argentina | A       | Alexis Segovia                   |
| 37  | Argentina | A       | Edwin Schultz                    |

## Internaționali importanți
Edmundo Piaggio
Carlos Spadaro
Alfredo Rojas
Jose Ramos Delgado
Rolando Irusta
1. ↑  „Lanús squad”. Soccerway. Accesat în 22 martie 2020.